# 帕特里西奥·林奇
帕特里西奥·哈维耶尔·德·洛斯多洛雷斯·林奇·伊·索洛·德·萨尔迪瓦尔（西班牙語：Patricio Javier de los Dolores Lynch y Solo de Zaldívar；1825年12月18日－1886年5月13日）曾是英国皇家海军的一名海军上尉，后来成为了智利海军的一名海军少将，并且他还成为了硝石战争后期的一位主要人物。他曾被戏称为“秘鲁的最后一位总督（El Último Virrey del Perú）”，而因为他的红头发，所以他从秘鲁的大农场里解放出的那些华人奴隶劳工们则称他为“红公子（El Príncipe Rojo）”。

## 早年
林奇出生在智利的瓦尔帕莱索港，父亲是埃斯塔尼斯劳·林奇·伊·罗（Estanislao Lynch y Roo），一位居住在智利的富商，而他的母亲是卡尔门·索洛·德·萨尔迪瓦尔·伊·里韦拉（Carmen Solo de Zaldívar y Rivera）。他的父亲曾是安第斯陆军的一名上校，从阿根廷来到智利定居，并且他还是在18世纪40年代从戈尔韦移民到布宜诺斯艾利斯的帕特里克·林奇的孙子。
林奇在1837年以13岁的年纪进入了海军。在导致了安德烈斯·德·圣克鲁斯元帅覆灭的秘鲁-智利同盟战争中，他参加了其中的“索卡瓦亚号”海战（1838）。之后，他寻求一个更宽的领域。他登上了英国护卫舰卡莉娥珀号（高尔合号）与布莱尼姆号（白兰轩号），经历了第一次鸦片战争。他因为英勇而被发急件提名表扬，并在英国皇家海军中收到了候补少尉的等级。
他在1847年回到智利，并成为了一名海军上尉。七年后，他收到了一艘护卫舰的指挥权，但是之后由于他拒绝允许将政治嫌疑犯拘捕上船而被解除指挥权。在钦查群岛战争中，他再次被雇用，相继成为了瓦尔帕莱索海事行政长官、国民警卫队上校，最后在1872年成为了海军上校和海军部长。

## 战争岁月
在硝石战争初期，林奇是一名海军中校。他曾请求在海军中获得一个位置，但是由于他的同僚们的反对而被拒绝。作为报复，他又请求在陆军中获得一个位置，但结果却是他被任命为了运输总指挥，而在这一领域，他将会显示他作为一名组织者的能力。在1880年9月初，他指挥了一场对北秘鲁的突袭，以此来从当地的企业老板和糖料种植园园主们那里收取赎金。这次突袭后来被叫作了“林奇远征”。
“许多华人将智利人的解放视为向种植园园主的多年虐待进行报复的机会；在帕卡斯马约（Pacasmayo），600到800名被迫劳动的华工掠夺了糖料庄园，而这一场景在奇卡马（Chicama）、兰巴耶克（Lambayeque）和卡涅特（Cañete）等谷地也重复上演。在圣胡安-乔里略斯战役和米拉夫洛雷斯战役中，华人们还与智利人并肩而战，并且在各海岸城市，非华人劳动者们也引发了骚乱与掠夺。如埃拉克利奥·博尼利亚（Heraclio Bonilla）所观察：寡头政治执政者们很快变得比害怕智利人更害怕民众的冲突，而这正是他们请和的一个重要原因。” —— 《从财产奴隶到工资奴隶：美洲劳动买卖动态》（From chattel slaves to wage slaves: dynamics of labour bargaining in the Americas），玛丽·特纳（Mary Turner）著
在“林奇远征”中，凭借在鸦片战争中学会的汉语，林奇招募了曾在大庄园中工作的华人苦工们，并劝说了他们作为预备队而加入智利陆军。
在导致了利马的沦陷的最后的军事活动中，林奇参与了乔里略斯战役和米拉夫洛雷斯战役（1881年1月）。在这些战役中，他在巴克达诺将军的麾下先是统率了一个旅（作为陆军上校），后来又统率了一个师。他在乔里略斯战役中的表现导致了他在1881年被任命为了秘鲁最高军事与政治指挥官。
在他担任占领军指挥官期间，他将秘鲁代总统弗朗西斯科·加西亚·卡尔德龙放逐到了智利。他的这一行为激发了许多秘鲁上层人物的相当多的意见以及美国政府的积极的反对，并且美国的反对还差点导致了对这个国家的一场军事冲突。在安孔条约被签订后，他在1883年回到了他自己的国家。

## 晚年
他在1884年被晋升为海军少将，并被委任为智利驻马德里全权公使。他的任务是与西班牙谈成一份决定性的和约，以结束钦查群岛战争。由于生病，他请求回智利休假。在归程中，他于1886年5月13日死在了靠近特内里费海岸的海上。

## 轶事
林奇不仅生前与中国结缘，并且死后也与中国结了一次缘：2013年10月11日，中国海军“兰州”号导弹驱逐舰、“柳州”号导弹护卫舰在南太平洋智利海域与智利海军“林奇”号护卫舰、“帕拉奇”号护卫舰进行了一次联合军演。

## 流行文化
为纪念林奇，中国与智利合拍了一部电影——《天朝勇士》（El Principe Rojo）。影片讲述了中国人与林奇在硝石战争中并肩作战的故事。